# Tambraico
Tambraico es un cerro que esta emplazado en la provincia de Angaraes, en la Región Huancavelica, en el centro de Perú. Se encuentra a 15 km al suroeste de la ciudad de Lircay y una altitud de 4852 m s. n. m.

En el 2020 el Apu Tambraico fue declarado Patrimonio Cultural de la Nación como Paisaje Cultural Asociativo por el Ministerio de Cultura.